# 4766 Малін
4766 Малін (4766 Malin) — астероїд головного поясу, відкритий 28 березня 1987 року.
Тіссеранів параметр щодо Юпітера — 3,364.